# Debatten
Debatten (deutsch die Debatte) ist eine norwegische Debattiersendung, die seit Mai 2011 im Fernsehsender NRK1 ausgestrahlt wird. Moderator ist seit 2018 Fredrik Solvang.

## Geschichte
Die erste Ausstrahlung der Sendung erfolgte am 5. Mai 2011. In den ersten Jahren wurde das Format von Erik Wold geleitet. Ab Oktober 2011 begann NRK damit, die Debattensendung regelmäßig und im wöchentlichen Rhythmus auszustrahlen. Wold moderierte die Sendung bis Juni 2014, anschließend übernahm Ingunn Solheim die Moderation. Solheims Ausstieg wurde im März 2018 verkündet. Als ihr fester Nachfolger wurde im April 2018 Fredrik Solvang vorgestellt. Er hatte zuvor bereits einige Wochen das Format geleitet.
Im November 2018 wurde die Anzahl der wöchentlichen Folgen von einer auf zwei erhöht. Als Begründung für den Schritt wurde angegeben, dass man so näher am aktuellen Nachrichtengeschehen senden könne. Die Sendung wird seitdem dienstags und donnerstags jeweils um 21:25 Uhr ausgestrahlt.

## Format
Diskussionsthemen der Sendungen sind meist aktuelle politische, gesellschaftliche und kulturelle Begebenheiten. Dazu werden Debattierende aus Politik, Wissenschaft, Medien und anderen Feldern eingeladen. Des Weiteren werden des Öfteren, etwa im Vorlauf von Wahlen, Diskussionsrunden zwischen den Parteivorsitzenden durchgeführt. Die Länge der live übertragenen Produktionen variiert je nach Sendung zwischen 30 und 50 Minuten.

## Einschaltquoten
Nach Solvangs Übernahme stiegen die durchschnittlichen Zuschauerzahlen vom Frühjahr 2018 bis zum Frühjahr 2019 von etwa 364.000 auf rund 398.000 Zuschauende pro Folge. Die meistgesehenen Ausstrahlungen erreichten über 600.000 Zuschauer.

## Moderatoren
- 2011–2014: Erik Wold
- 2014–2018: Ingunn Solheim
- seit 2018: Fredrik Solvang

## Auszeichnungen
- 2020: Gullruten (Fredrik Solvang in der Kategorie „Bester Moderator – Nachrichten, Sport oder Aktuelles“)[8]
- 2023: Gullruten (Fredrik Solvang in der Kategorie „Bester Moderator – Nachrichten, Sport oder Aktuelles“)[9]
- 2024: Gullruten (Fredrik Solvang in der Kategorie „Bester Moderator – Reality, Livestyle oder Aktuelles“)[10]